# Rico Fata
Rico Fata (Sault Sainte Marie, 12 febbraio 1980) è un ex hockeista su ghiaccio canadese naturalizzato italiano, fratello maggiore di Drew, anch'egli hockeista su ghiaccio.

## Carriera
Scelto dai Calgary Flames al draft 1998 al primo giro (6º assoluto), fu subito messo sotto contratto.
Nella sua prime tre stagioni furono però solo 28 le apparizioni in NHL, e per la maggior parte giocò nelle serie minori, con la sua squadra giovanile di provenienza, i London Knights in Ontario Hockey League, per il primo anno, in American Hockey League con i Saint John Flames nelle altre due stagioni.
Nel 2001 passò ai New York Rangers. Il 10 febbraio 2003 entrò in un corposo scambio di giocatori fra i Rangers e i Pittsburgh Penguins (oltre a lui, passarono ai Penguins Joel Bouchard, Richard Lintner e Mikael Samuelsson, in cambio di Mike Wilson, Alex Kovalev, Janne Laukkanen e Dan LaCouture).
In occasione della serrata del 2004-2005 Fata venne a giocare in Italia, nell'HC Asiago, squadra in cui anni dopo giocherà anche il fratello Drew.
Nella stagione della ripresa tornò a Pittsburgh, ma fu ceduto già il 31 gennaio 2006 agli Atlanta Trashers che a loro volta lo cedettero dopo sei incontri ai Washington Capitals il 9 marzo 2006.
L'8 novembre 2006, rimasto senza contratto dopo dieci incontri con Washington, tornò in Europa con gli Adler Mannheim con cui giocò quella stagione e la successiva, vincendo anche un titolo della DEL.
Passò poi a giocare in Svizzera, dapprima con l'Eis-Hockey-Club Biel (2008-2011), poi al Genève-Servette Hockey Club dal 2011. Nel 2013 si trasferì in Finlandia nella SM-liiga vestendo la maglia dell'HIFK.

## Palmarès

### Club
- Calder Cup: 1

Saint John: 2000-2001
- Campionato tedesco: 1

Mannheim: 2006-2007

### Individuale
- CHL Top Prospects Game: 1

1997-1998
- AHL All-Rookie Team: 1

1999-2000
- AHL Second All-Star Team: 1

2001-2002
- AHL All-Star Classic: 2

2000, 2002
- DEL All-Star Game: 1

2007